# Kyle Hill
Kyle Eric Hill (Chicago, Illinois; 7 de abril de 1979) es un exjugador de baloncesto estadounidense. Mide 1,88 y jugaba en la posición de escolta.

## Clubs
- 1997/01 Universidad de Eastern Illinois
- 2001/02 Asvel Lyon Villeurbane
- 2002/03 Pau Orthez
- 2003/04 AEK Atenas
- 2003/04 Lauretana Biella
- 2004/05 KK Zadar
- 2005/06 Snaidero Udine
- (2005-06) CB Girona[1]
- (2006-07) KK Bosna
- (2007-2008) Snaidero Udine (Italia)
- (2008-2009) Lucentum Alicante[2]
- (2009-2011) KK Hemofarm
- (2011-2012) Club Ourense Baloncesto

## Palmarés
- 2002: Campeón de la Pro A con el Asvel Villeurbanne.
- 2003: Campeón de la Copa de Francia con el Pau-Orthez.
- 2003: Campeón de la Pro A con Pau-Orthez.[3]